# Edmond Rich d'Abingdon
Saint Edmond de Cantorbéry (vers 1175-1240), dit saint Edme, né sous le nom d'Edmund Rich dans la petite ville d'Abingdon, est un archevêque de Canterbury (Angleterre) et un saint catholique très populaire au XIIIe siècle. Sa fête est le 16 novembre. 

## Biographie
Jeune, il se décide rapidement à être prêtre et effectue ses études à Oxford, où il fut le premier à obtenir un Master of Arts, puis à Paris. Il devient un grand prédicateur et sa renommée amène le pape Grégoire IX à le choisir pour le siège de Cantorbéry.
C'est ainsi qu'en 1234, il est sacré archevêque de Cantorbéry. Il entre rapidement en conflit avec Henri III d'Angleterre au sujet de l'application d'une bulle pontificale. Il est alors contraint de partir secrètement pour la France où il est accueilli par Blanche de Castille et saint Louis. 

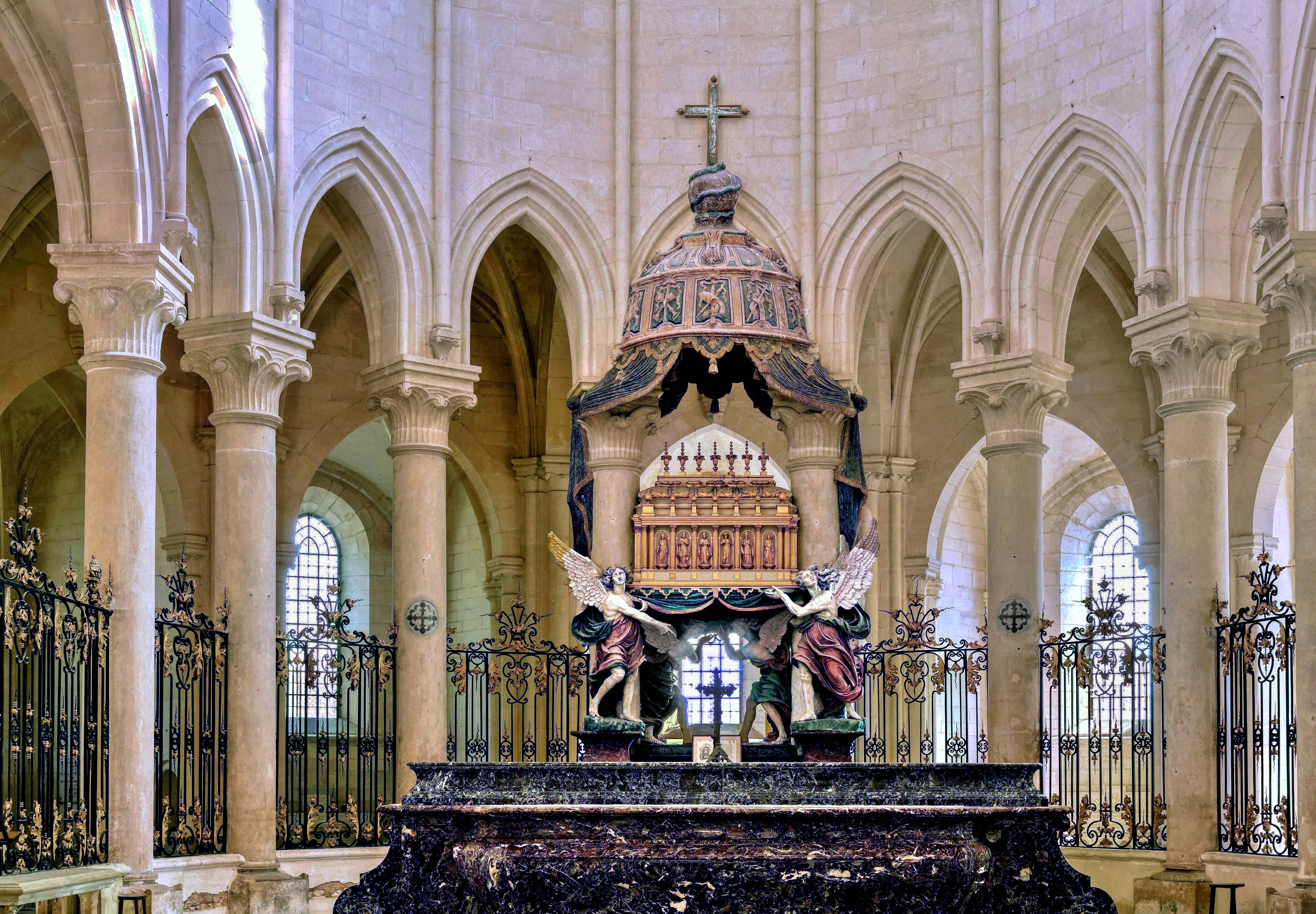
Tombeau reliquaire de Saint Edme à l'abbatiale de Pontigny.

Il se retire d'abord à l'abbaye cistercienne de Pontigny, dans le diocèse d'Auxerre avant de s'installer au couvent de chanoines augustins de Soisy-Bouy, près de Provins, où il meurt le 16 novembre 1240. Son corps est ramené dans l'église abbatiale de Pontigny, où il repose sous une châsse baroque.
Il est canonisé en 1246 par le pape Innocent IV.
En 1479, le roi Louis XI octroya 1 200 livres tournois de don pour ce saint. Comme le Parlement de Paris retarda son enregistrement, le roi l'ordonna de nouveau le 31 mai 1480 par ses lettres. Ainsi les offrandes du roi y furent-elles enregistrées le 6 juin 1480. 